# Lepidanthrax
Lepidanthrax är ett släkte av tvåvingar. Lepidanthrax ingår i familjen svävflugor.

## Bildgalleri

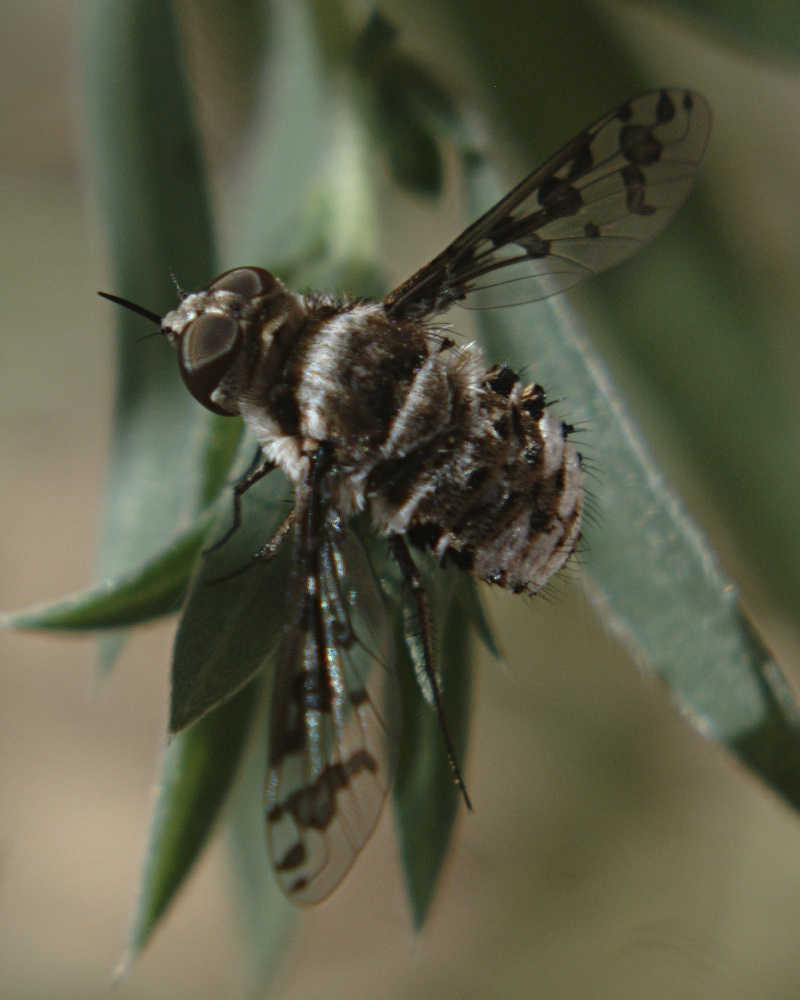

## Dottertaxa tillLepidanthrax, i alfabetisk ordning[1]
- Lepidanthrax actios
- Lepidanthrax agrestis
- Lepidanthrax albifrons
- Lepidanthrax angulus
- Lepidanthrax arizonensis
- Lepidanthrax arnaudi
- Lepidanthrax borius
- Lepidanthrax californicus
- Lepidanthrax calyptus
- Lepidanthrax campestris
- Lepidanthrax capnopennis
- Lepidanthrax capopennis
- Lepidanthrax chalcus
- Lepidanthrax chloristus
- Lepidanthrax choristus
- Lepidanthrax chrysus
- Lepidanthrax coquilletti
- Lepidanthrax diaeretus
- Lepidanthrax diamphus
- Lepidanthrax disiuncta
- Lepidanthrax disjunctus
- Lepidanthrax ellipus
- Lepidanthrax eremicus
- Lepidanthrax euthemus
- Lepidanthrax exallus
- Lepidanthrax fuscipennis
- Lepidanthrax hesperus
- Lepidanthrax homologus
- Lepidanthrax hyalinipennis
- Lepidanthrax hypomelus
- Lepidanthrax hyposcelus
- Lepidanthrax hyposelus
- Lepidanthrax indecisus
- Lepidanthrax lautus
- Lepidanthrax leucocephalus
- Lepidanthrax linguata
- Lepidanthrax linsdalei
- Lepidanthrax litus
- Lepidanthrax lutzi
- Lepidanthrax meristus
- Lepidanthrax mimus
- Lepidanthrax morphnus
- Lepidanthrax morphrus
- Lepidanthrax oribates
- Lepidanthrax painterorum
- Lepidanthrax panamensis
- Lepidanthrax periphanus
- Lepidanthrax peristigus
- Lepidanthrax photinus
- Lepidanthrax proboscideus
- Lepidanthrax rauchi
- Lepidanthrax salvadorensis
- Lepidanthrax sonorensis
- Lepidanthrax stichus
- Lepidanthrax symmachus
- Lepidanthrax tinctus
- Lepidanthrax utahensis